# 케마요란 공항
케마요란 공항(인도네시아어: Bandar Udara Kemayoran IATA: JKT, ICAO: WLLD)은 인도네시아 자카르타에 위치했던 공항으로 수카르노 하타 국제공항 개항 전까지 할림 페르다나쿠수마 국제공항과 함께 인도네시아의 관문 역할을 했다. 수카르노 하타 국제공항 개항 이후 폐쇄되었다.

## 역사
이 공항은 자카르타 최초의 공항인 실리탄 공항을 대체하기 위해 1940년 개항했다. 제2차 세계 대전동안 공군 기지로 사용되었다.
1975년에는 국제선을 할림 페르다나쿠수마 국제공항으로 이관하였다.
1985년 3월 31일밤 폐쇄되었고 모든 노선은 수카르노 하타 국제공항으로 이관되었다. 폐쇄된 이후 이곳에는 현재도 관제탑과 터미널, 활주로의 잔해가 일부 남아 있다.